# Сонячний годинник

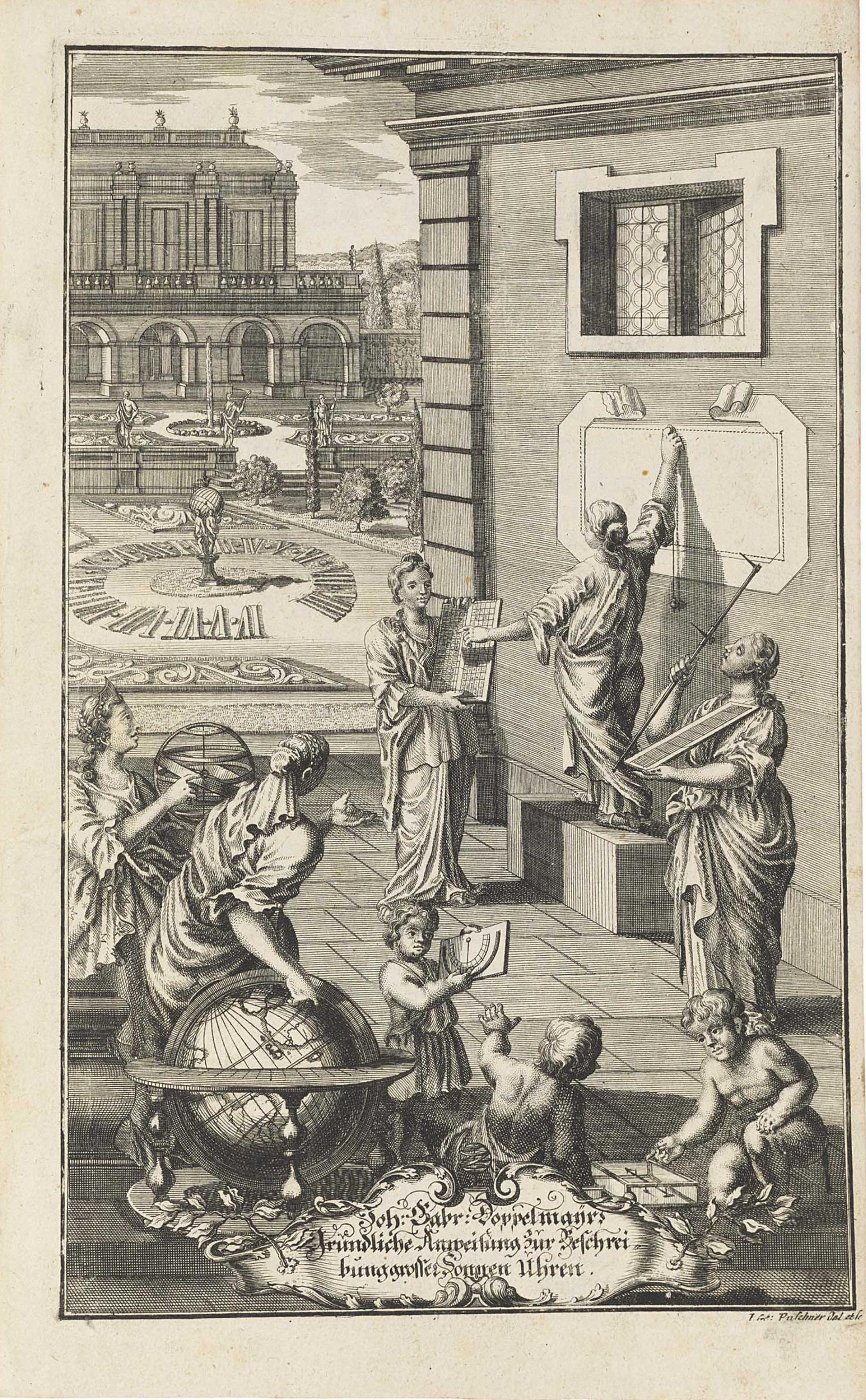
Фронтиспіс книги Йоганна Ґабріеля Доппельмайра «Нові методи зведення сонячних годинників», 1719

Со́нячний годи́нник — пристрій для вимірювання часу за зміною довжини тіні від гномона та її руху по циферблату.

## Історія
Поява сонячного годинника пов'язана з тим далеким часом, коли людство усвідомило зв'язок між довжиною й положенням сонячної тіні від тих чи інших предметів та положенням Сонця на небі.
Хоча достеменно невідомо, вважається, що сонячний годинник з'явився приблизно у 3500 р. до н. е. Механізм роботи такого годинника був дуже простим — зміна довжини тіні гномона, центральної осі або колони сонячного годинника, вказувала на зміну часу доби. Уперше сонячний годинник був згаданий у Біблії, у 20-му розділі Другої книги царів.
В античні часи сонячний годинник був у першу чергу астрономічним інструментом, який використовували задля розрахунків географічної широти. Народом, який першим почав широко використовувати сонячні годинники, були вавилоняни. Незабаром їхній приклад наслідували давні греки, які вдосконалили принцип роботи інструменту. Усі давні народи, що використовували сонячні годинники, ділили добу на 24 години, але тривалість кожної години у них змінювалася залежно від географічної широти й пори року. Виїмки в годиннику і «годинникові» лінії підбирали так, щоб кінець тіні прута вказував годину, а кут, під яким зрізана верхня частина каменю, залежить від широти місця, для якого виготовлений годинник. Іноді гномон, який відкидає тінь, був паралельним до осі Землі.

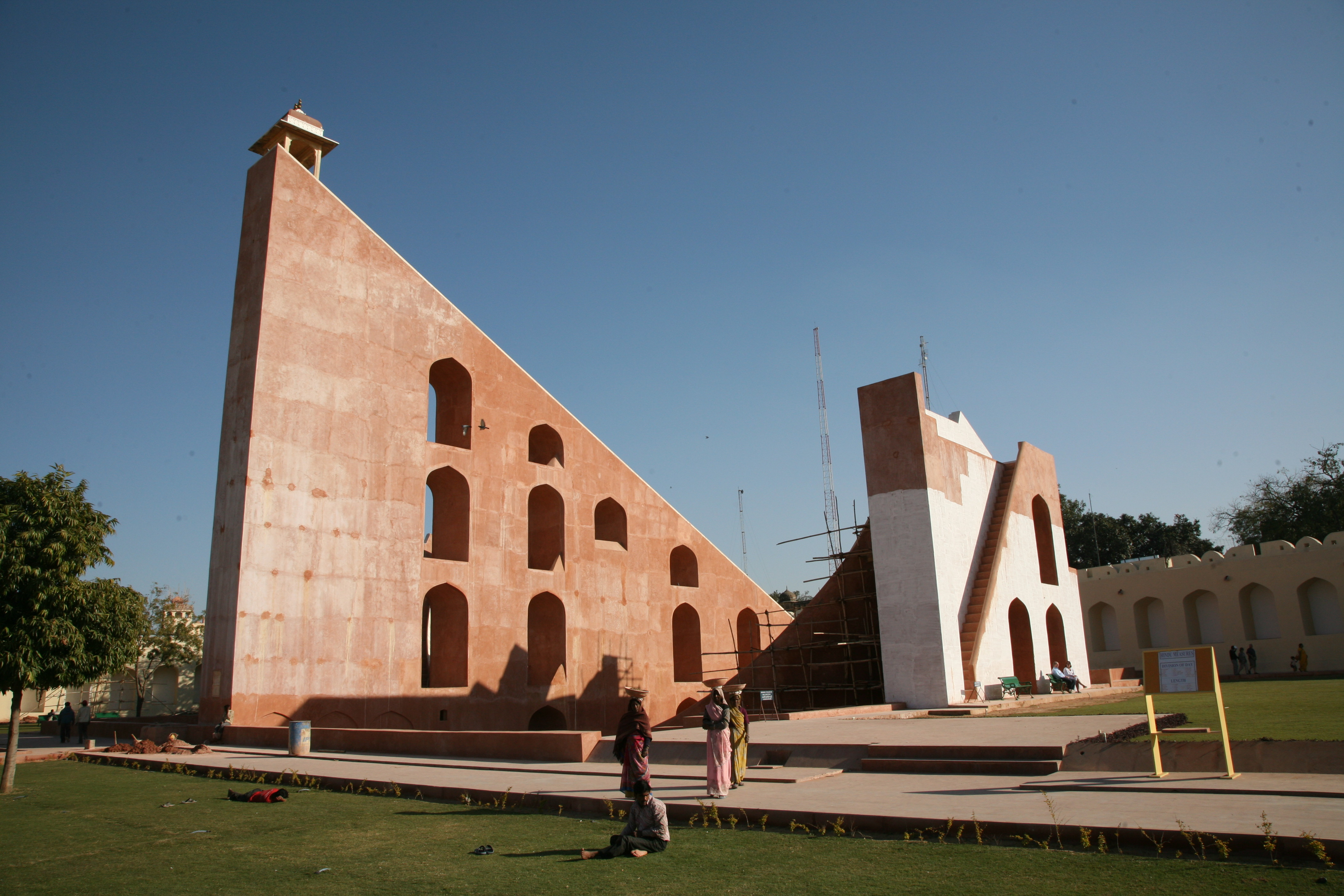
Найбільший сонячний годинник у світі. Джантар-Мантар, Джайпур, Індія

Нада́лі були винайдені сонячні годинники різноманітних форм, які умовно можна поділити на:
- горизонтальні й вертикальні;
- ранкові та вечірні;
- конічні, кульові та циліндричні.

Популярність сонячних годинників, як інструменту для вимірювання часу, істотно знизилася після запровадження стандартної години тривалістю 60 хвилин. Але і в Середньовіччі і пізніше сонячні годинники встановлювали на площах міст, на ратушах. З часом, як нині, будівництво сонячних годинників, стало організацією своєрідної місцевої декоративної пам'ятки, часто садово-паркової.
У жовтні 2024, Королівський Канадський монетний двір анонсував випуск срібної монети номіналом CA$20, аверс якої є циферблатом горизонтального сонячного годинники з вмонтованим перпендикулярно площині монети похилим гномоном (за аналогом сонячних годинників типу London dial). Це не перша подібна монета: у 2004 срібну монету номіналом 10 LRD ("Time is Money - Sundial") у вигляді сонячного годинника випустив монетний двір Ліберії (до монети додається гномон у вигляді стержня який вставляється у овір в монеті).

## Сонячні годинники в Україні

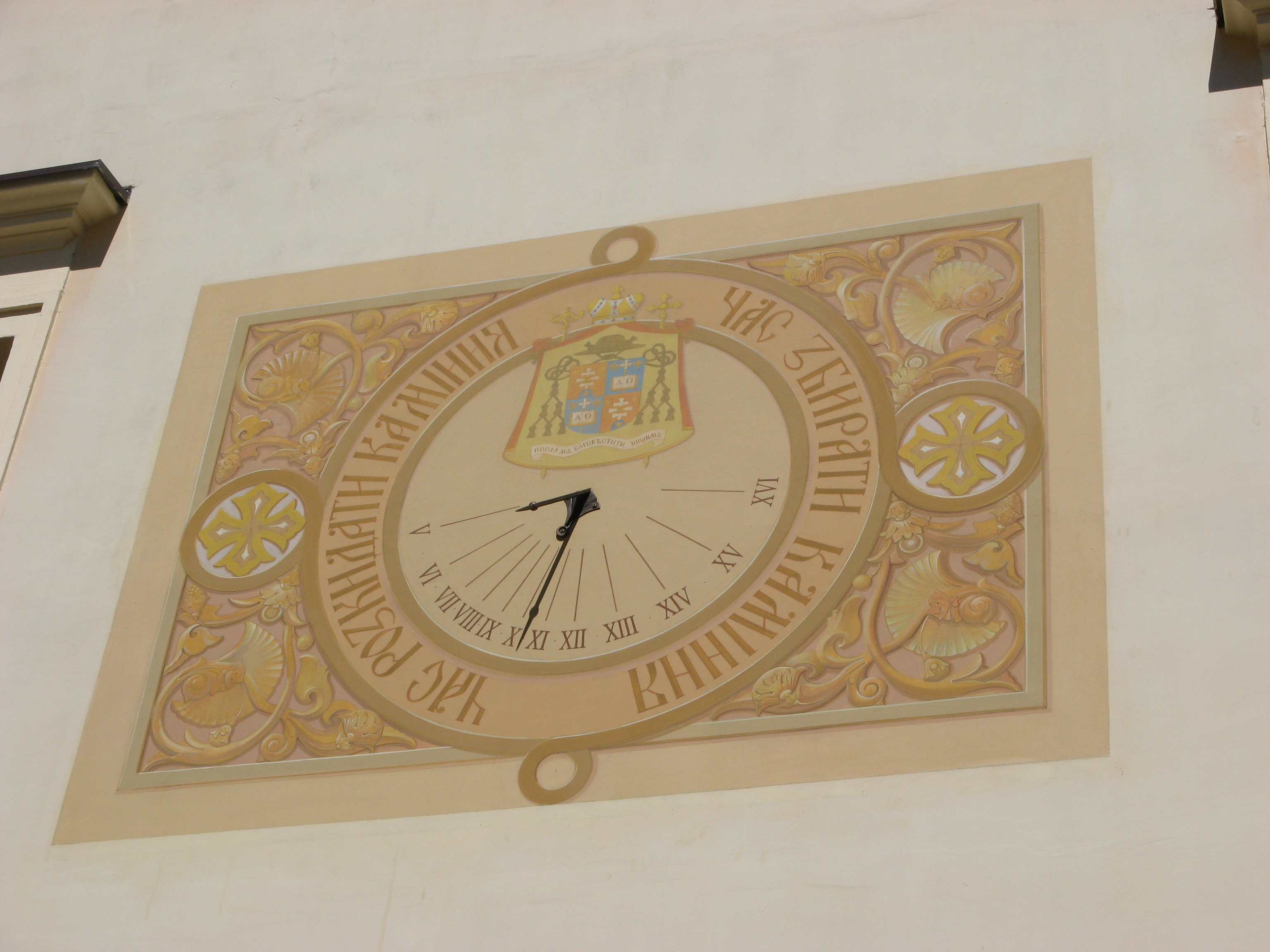
Вертикальний сонячний годинник у подвір'ї Ужгородського кафедрального собору

В Україні у багатьох містах є сонячні годинники — як стародавні (зазвичай на будівлях на заході країни), так і сучасні декоративні.
У столиці держави місті Києві розташовані відразу декілька сонячних годинників. Однак визначною пам'яткою і найстарішим сонячним годинником міста є пам'ятка науки кінця XVIII століття сонячний годинник Києво-Могилянської академії авторства француза П'єра Брульйона. Старий сонячний годинник того ж майстра є деталлю фонтану «Самсон» на Подолі. Аналогічні сонячні годинники, створені за проєктом того ж П'єра Брульйона, розміщувалися на будівлі київської міської управи, але дотепер не збереглися. Із сучасних сонячних годинників Києва, що є радше не астрономічними приладами, а садово-парковими скульптурами — невеликі годинники у парку Слави поруч із дитячим майданчиком, парку партизанської слави в Дарниці.

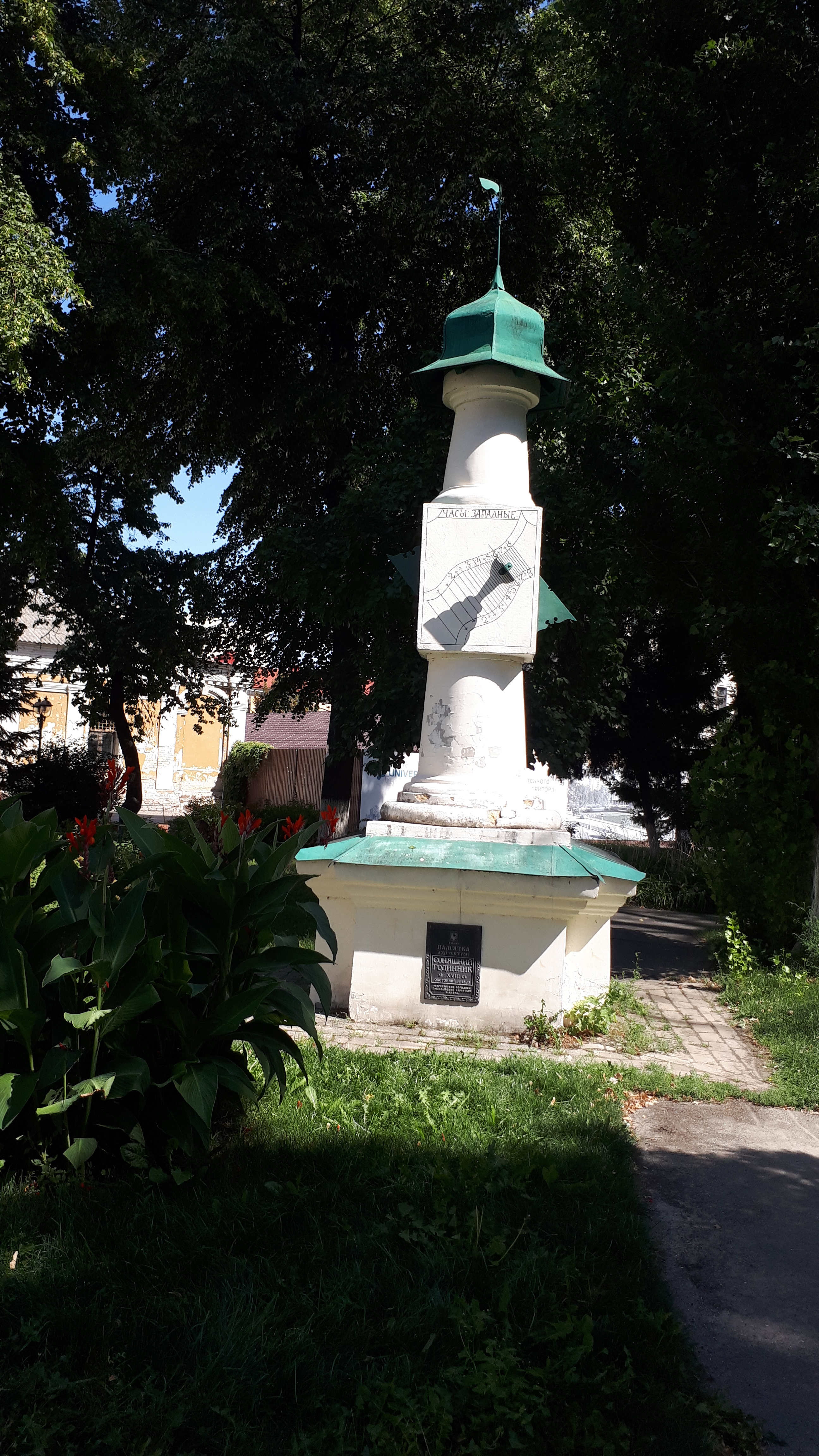
Сонячний годинник Києво-Могилянської академії. Київ

Стародавні сонячні годинники є на будівлях, переважно на стінах культових спорудах, у цілому ряді міст і сіл Західної України — на базиліці Воздвиження Всечесного Хреста у Чернівцях; на стіні «Будинку пір року» у Львові (вул. Вірменська, 23) сонячний годинник у вигляді півкулі (споруджений на початку XIX століття); на стіні Преображенської церкви у Збаражі (Тернопільська область). Сучасний декоративний сонячний годинник є на території санаторію «Карпати» в Трускавці.

Зведений на своєму теперішньому місці в сучасному вигляді у травні 1820 року сонячний годинник у Херсоні є одночасно і могилою лікаря Джона Говарда, який помер у 1790 році і заповідав:
…Я не бажаю ні пам'ятників, ні надписів: але хотів би, щоб на моїй могилі було поставлено сонячний годинник…
У 1999 році сонячний годинник був встановлений у Полтаві, уздовж вулиці 23 вересня. Архітектор конструкції — В. Шевченко. 6-метровий гномон із нержавіючої сталі спирається на трикутний гранітний обеліск. Цей годинник цікавий тим, що містить інструкцію, як його використовувати для визначення часу.
З початком війни на Донбасі у Миргороді почали встановлювати ковані часоміри, поіменно присвячені загиблим воїнам-ковалям. У 2017 році їх виготовили вже чотири.
У 2000-х роках чимало сонячних годинників було зведено у містах Східної України та Криму, у Бердянську (Запорізька область) на Приморській площі встановлений горизонтальний сонячний годинник із мармуровим циферблатом і стрілкою з нержавіючої сталі, що показує справжній місцевий сонячний час; влітку 2008 року сонячний годинник з'явився у Севастополі (розміщений на Приморському бульварі); горизонтальний сонячний годинник є в Ботанічному саду Таврійського національного університету в Сімферополі; вертикальний сонячний годинник встановлений у Дружківці на алеї по вулиці Космонавтів; оригінальної форми сонячний годинник встановлений у парку «Казка» в Миколаєві.

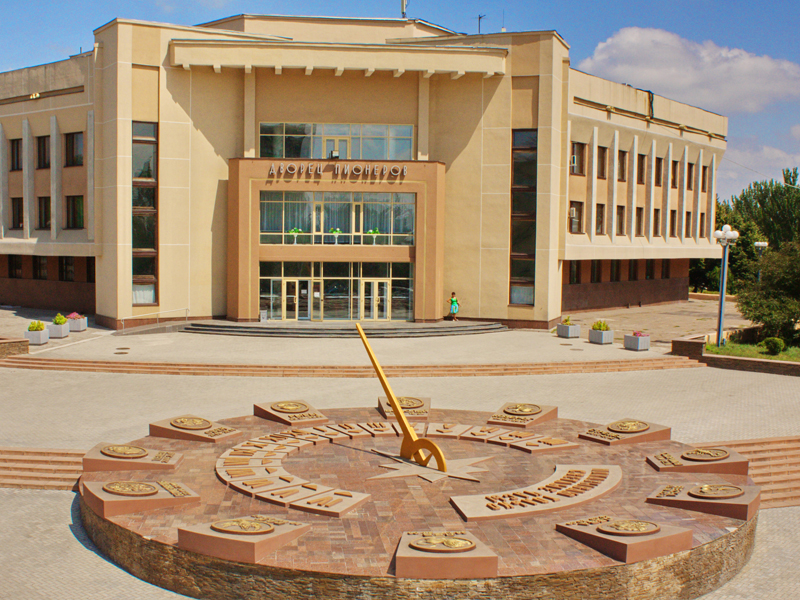
Сонячний годинник у Макіївці, Україна

Євпаторія може похвалитися двома сонячними годинниками — крім встановлених 2010 року на набережній у дворику караїмської кенаси, в місті є невеликий сонячний годинник, встановлений ще в XIX столітті.
У 2010 році в Макіївці на Донеччині встановлено унікальний, найбільший на території України (і СНД) сонячний годинник — його діаметр 16 м, а вага гномона 500 кг. Скульптор хронометра-гіганта — Микола Загрібний.
У музеї Хотинської фортеці зберігається портативний сонячний годинник VXII століття.

## Програмне забезпечення
Для проектування сонячних годинників використовують спеціалізоване програмне забезпечення.
- Calcad
- Shadows[en]
- SONNE
- ZW2000

Сімон Уітон-Сміс (англ. Simon Wheaton-Smith), британский і американський програміст, інженер, член комісії з планування міста Сілвер-Сіті (Нью-Мексико), написав книгу «Programming Shadows: Computer programming in the context of the Sundial», яка є частиною антології сонячних годинників «Illustrating Time's Shadow». У книзі наведено приклади програмного коду на різних мовах програмування та макросів для різних програм (Blender, FreeCAD, OpenSCAD, тощо) створених для проектування різних типів сонячних годинників. Книга та зразки коду розміщені у вільному доступі на сайті автора (станом на 2024).

## Галерея

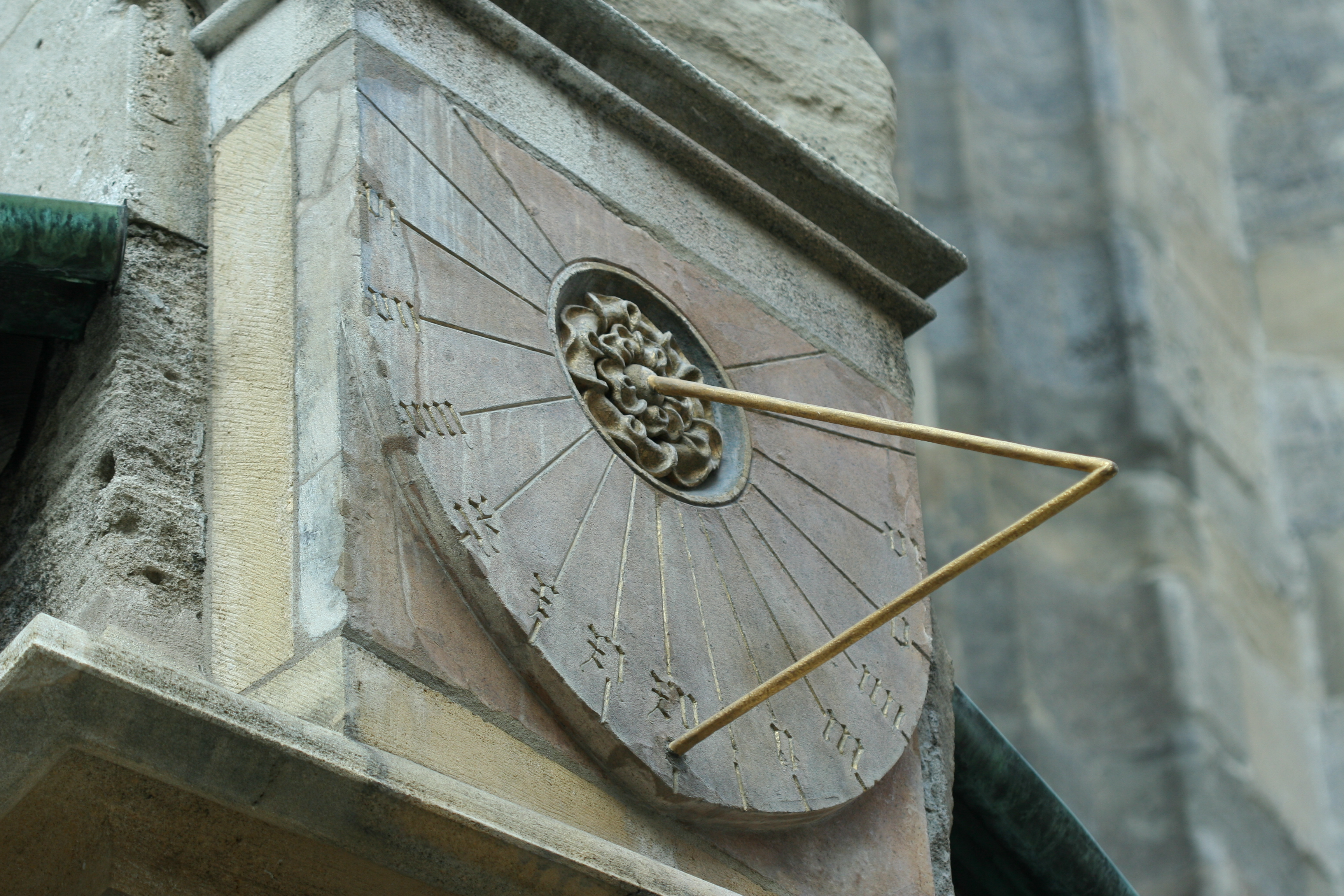
Сонячний годинник на південній стороні Собору святого Стефана у Відні, сконструйований Пурбахом, XV сторіччя
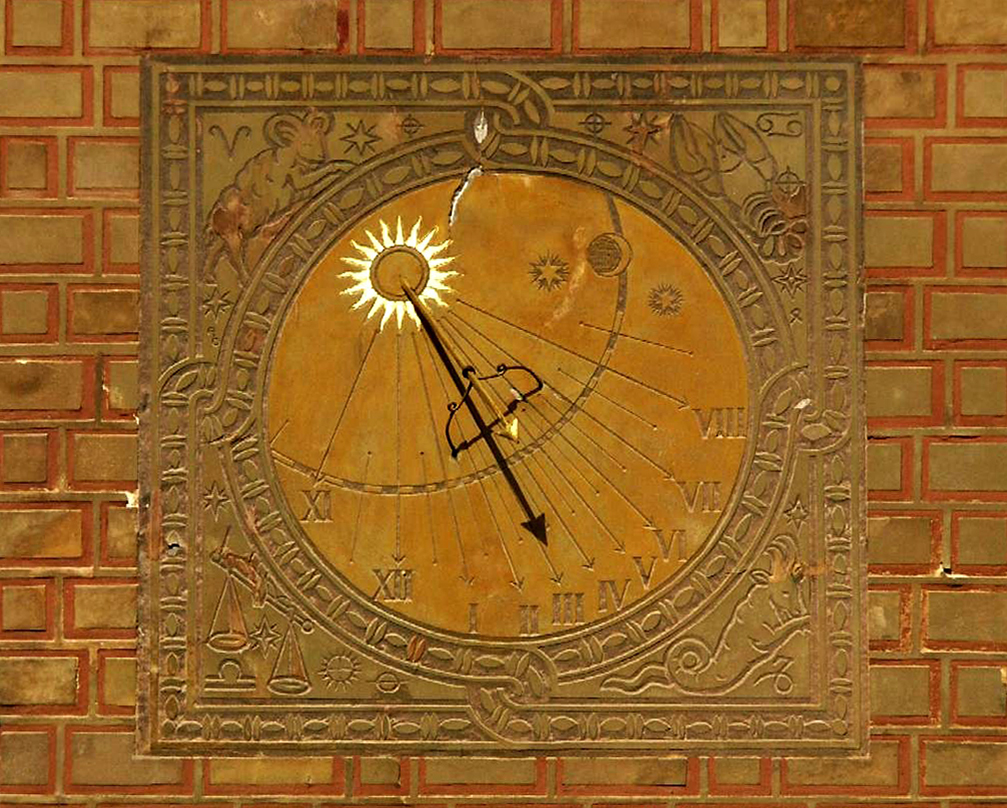
Сонячний годинник на фасаді будинку в Старому Місті у Варшаві
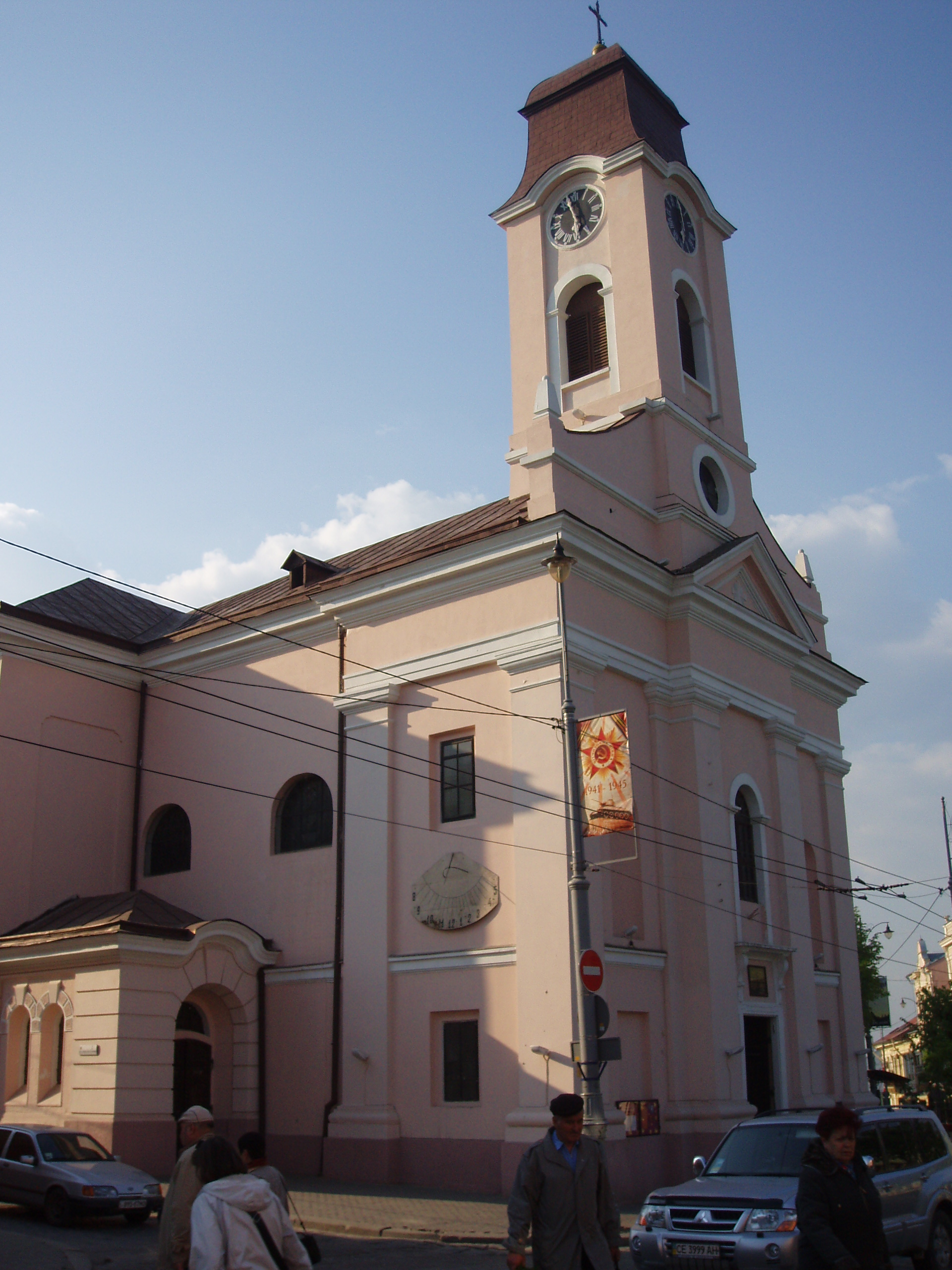
Сонячний годинник на костелі в Чернівцях
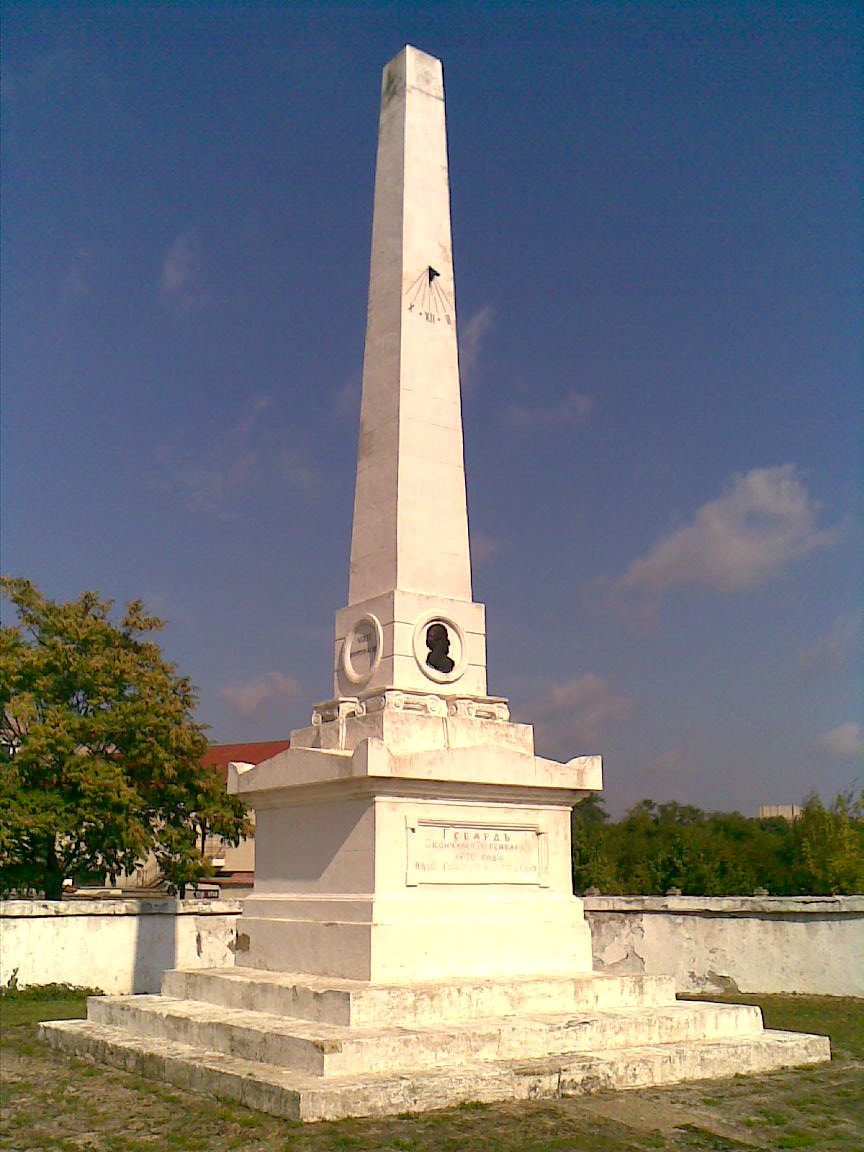
Обеліск із сонячним годинником на могилі Джона Говарда, Херсон
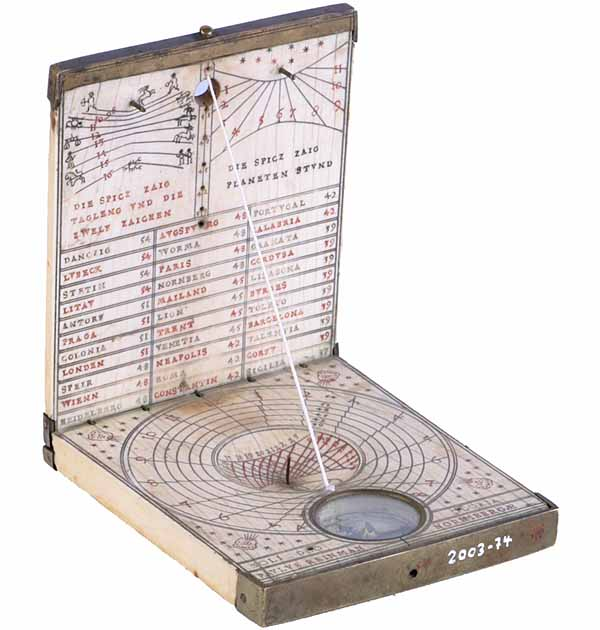
Сонячний годинник для подорожей, Німецький музей годинників (Фуртванген)
Схема годинника типу London dial[en]
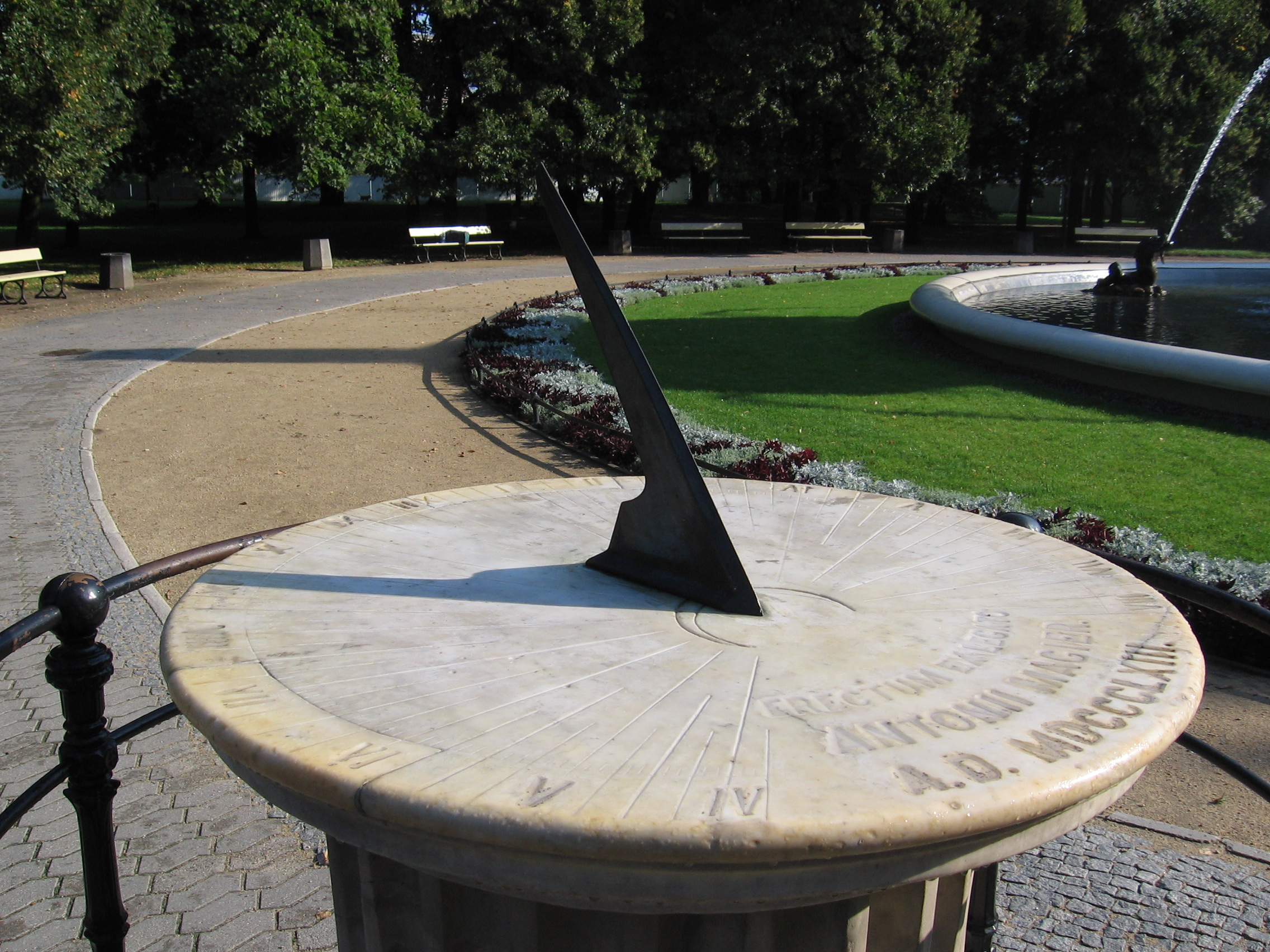
Сонячний годинник в одному з парків Варшави
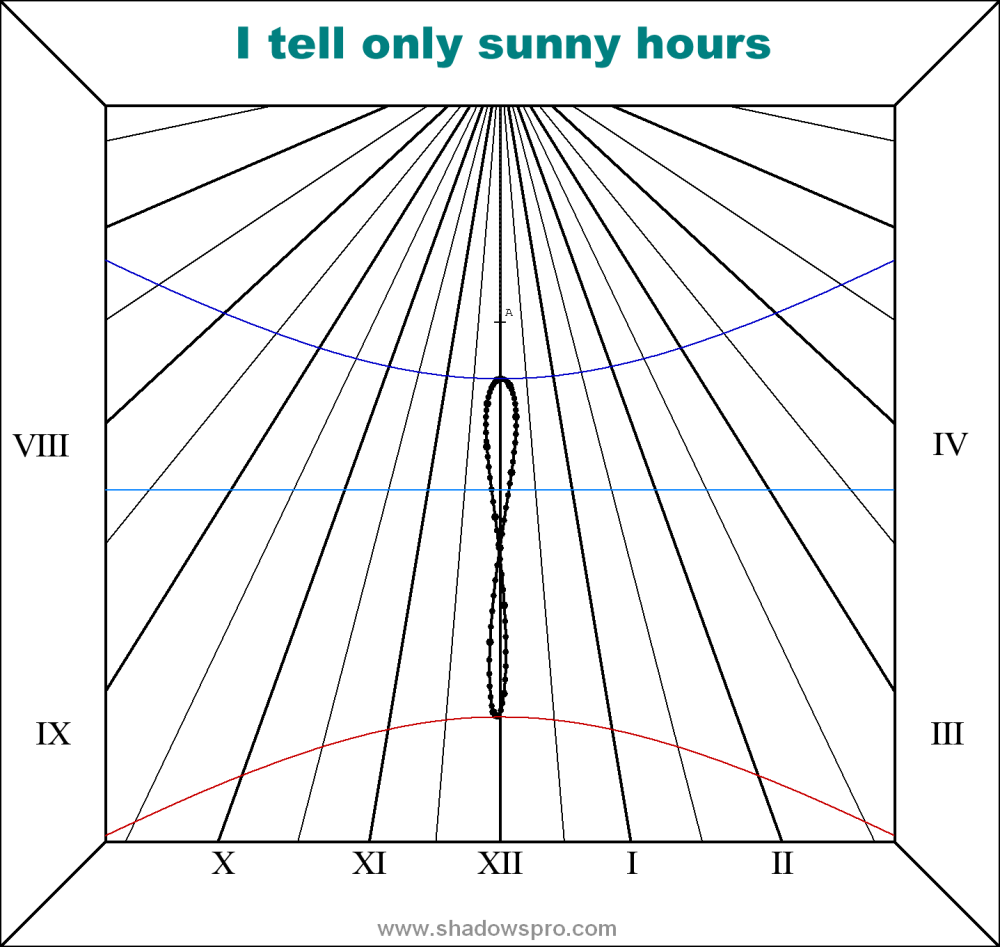
Шаблон вертикального сонячного годинника, створений у Shadows
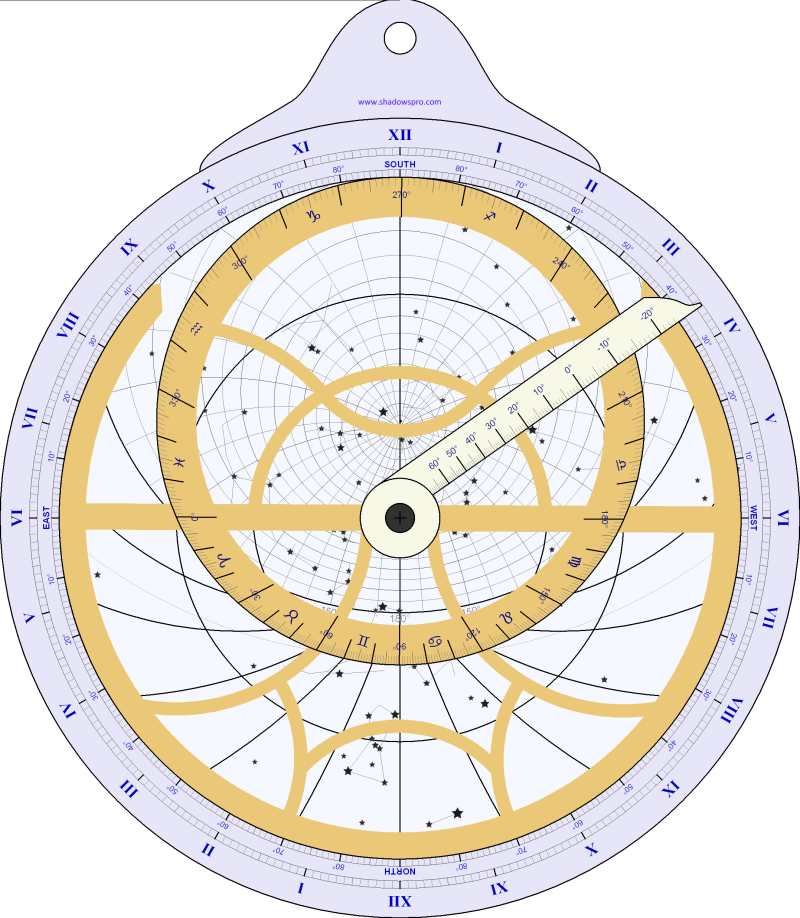
Шаблон астролябії, створений у Shadows